# Süd Autobahn
L'autostrada austriaca A2, chiamata anche Süd Autobahn (Autostrada del Sud), con i suoi 377 km è la più lunga autostrada del paese: collega la capitale austriaca Vienna all'Italia, nei pressi del confine tra Arnoldstein e Coccau (frazione di Tarvisio), toccando le città di Wiener Neustadt, Graz, Völkermarkt, Klagenfurt e Villaco.
L'autostrada termina al confine con l'Italia ed oltrepassato esso senza soluzione di continuità, l'autostrada prosegue come autostrada A23 Alpe-Adria.

## Storia
I primi progetti di collegare Vienna a Villaco risalgono ai tempi del Nazionalsocialismo, ma i lavori iniziarono effettivamente solo nel 1959.
L'apertura della prima tratta, Vösendorf-Leobersdorf, avvenne nel 1962. Tra il 1969 ed il 1970 quasi tutta l'autostrada era pronta. L'ultimo tratto, dall'uscita di Völkermarkt West a quella di Klagenfurt Ost, fu inaugurato il 25 novembre 1999.